# UFC 238
UFC 238: Cejudo vs. Moraes est un événement d'arts martiaux mixtes produit par l'Ultimate Fighting Championship, qui se tiendra le 8 juin 2019 au United Center de Chicago, dans l'Illinois,. 

## Contexte
L'événement aura comme tête d'affiche un combat pour le titre vacant d'UFC Bantamweight Championship entre le médaillé d'or de lutte durant les jeux olympiques de 2008 qui est l'actuel tenant du titre de la catégorie poids mouches Henry Cejudo et ancien champion WSOF poids coqs Marlon Moraes. Le double champion TJ Dillashaw a été suspendu le 20 mars en raison d'un test de dépistage de drogue positif en relation avec sa défaite en janvier contre Cejudo pour le titre des poids mouches. Il a donc décidé de renoncer à son titre. 
Un combat pour le titre d'UFC poids mouches féminin  entre l'actuelle championne Valentina Shevchenko et Jessica Eye est prévu pour l'événement. 
Un combat poids pailles entre Felice Herrig et Xiaonan Yan était prévu pour l'événement. Cependant, le 30 avril, il a été signalé que Herrig s'était retirée de l'événement après avoir subi une déchirure du ligament croisé antérieur et a été remplacée par Angela Hill. 

## Combats annoncés
- Combat poids coqs : Eddie Wineland contre Grigori Popov [7]

## Voir également
- Liste des événements UFC
- Liste des combattants actuels de l'UFC